# Alicún de Ortega
Alicún de Ortega é um município da Espanha na província de Granada, comunidade autónoma da Andaluzia, de área 24.13 km² com população de 555 habitantes (2004) e densidade populacional de 25,80 hab/km².

## Demografia
| Variação demográfica do município entre 1991 e 2004 | Variação demográfica do município entre 1991 e 2004 | Variação demográfica do município entre 1991 e 2004 | Variação demográfica do município entre 1991 e 2004 |
| --------------------------------------------------- | --------------------------------------------------- | --------------------------------------------------- | --------------------------------------------------- |
| 1991                                                | 1996                                                | 2001                                                | 2004                                                |
| 795                                                 | 783                                                 | 638                                                 | 555                                                 |